# Баркер, Клифф
Клиффорд Юджин «Клифф» Баркер (англ. Clifford Eugene "Cliff" Barker; 15 января 1921, Йорктаун, штат Индиана, США — 17 марта 1998, Сатсама, штат Флорида, США) — американский профессиональный баскетболист, запомнившийся своими выступлениями на студенческом уровне в составе «Великолепной пятёрки» из «Кентукки Уайлдкэтс». Играл в Национальной баскетбольной ассоциации за клуб «Индианаполис Олимпианс». Чемпион Летних Олимпийских игр 1948 года в Лондоне.

## Ранние годы
Клифф Баркер родился 15 января 1921 года в городе Йорктаун (штат Индиана), учился там же в одноимённой школе, в которой играл за местную баскетбольную команду.

## Студенческая карьера
В 1949 году закончил Кентуккийский университет, где в течение трёх лет играл за баскетбольную команду «Кентукки Уайлдкэтс», в которой провёл успешную карьеру под руководством тренера, члена Зала славы баскетбола, Адольфа Раппа, набрав в 106 играх 616 очков (в среднем 5,8 за игру). При Баркере «Дикие коты» три года подряд выигрывали регулярный чемпионат и турнир Юго-Восточной конференции (1946—1949), а также два года подряд выходили в плей-офф студенческого чемпионата США (1948—1949).
Два года кряду «Кентукки Уайлдкэтс» становились чемпионами Национальной ассоциации студенческого спорта (NCAA). 19 марта 1948 года они вышли в финал четырёх турнира NCAA (англ. Final Four), где сначала в полуфинальном матче, 20 марта, обыграли команду Джорджа Кафтана и Боба Коузи «Холи-Кросс Крузейдерс» со счётом 60—52, в котором Баркер стал пятым по результативности игроком своей команды, набрав 4 очка, а затем в финальной игре, 23 марта, разгромили команду Джеки Робинсона и Рэда Оуэнса «Бэйлор Бирс» со счётом 58—42, в которой Клифф стал шестым по результативности игроком своей команды, набрав 5 очков. В следующем сезоне «Дикие коты» повторно вышли в финал четырёх турнира NCAA, где сначала в полуфинальном матче, 22 марта, по всем статьям обыграли команду Дуайта Эддлемана и Билла Эриксона «Иллинойс Файтинг Иллини» со счётом 76—47, в котором Баркер стал пятым по результативности игроком своей команды, набрав 8 очков, а затем в финальной игре, 26 марта, обыграли команду Боба Харриса и Джей Эл Паркса «Оклахома A&M Эггис» со счётом 46—36, в которой Клифф стал вторым по результативности игроком своей команды, набрав 5 очков.
Кроме того в 1947 году баскетболисты «Кентукки Уайлдкэтс» стали вице-чемпионами Национального пригласительного турнира (NIT), проиграв в финальном матче в упорной борьбе команде университета Юты «Юта Ютес» со счётом 45—49. Два последних года в составе «Уайлдкэтс» Клифф включался во 2-ю сборную всех звёзд Юго-Восточной конференции. Свитер с номером 23, под которым Баркер выступал за «Кентукки Уайлдкэтс», был изъят из обращения и вывешен под сводами «Рапп-арены», баскетбольной площадки, на которой «Дикие коты» проводят свои домашние матчи.

## Профессиональная карьера
Играл на позиции атакующего защитника. В 1949 году Баркер был выбран на драфте БАА под 55-м номером командой «Вашингтон Кэпитолс», выступавшей в Национальной баскетбольной ассоциации (НБА), однако, не проведя в её составе ни одного матча, был продан в клуб «Индианаполис Олимпианс», где воссоединился со своими партнёрами по студенческой команде Алексом Грозой, Ральфом Бирдом и Уоллесом Джонсом, в котором провёл всю свою непродолжительную профессиональную карьеру. Всего в НБА Клифф Баркер провёл 3 сезона, в течение которых сыграл 149 игр, в которых набрал 557 очков (в среднем 3,7 за игру), сделал 181 подбор и 294 передачи.

## Карьера в сборной
В 1948 году Клифф Баркер стал в составе сборной США олимпийским чемпионом Летних Олимпийских игр в Лондоне, костяк которой составляли баскетболисты так называемой «Великолепной пятёрки» из «Кентукки Уайлдкэтс», а также игроки команды «Филлипс 66» из Любительского спортивного объединения (AAU).

## Тренерская карьера
Одновременно с заключением профессионального контракта игрока Клифф Баркер устроился на должность играющего тренера «Индианаполис Олимпианс», на которой проработал два неполных сезона (1949—1951), имея в итоге положительный баланс побед и поражений (63—57). В сезоне 1949/1950 годов его команда заняла первое место в Западном дивизионе и дошла до финала конференции, где проиграла в серии команде «Андерсон Пэкерс» со счётом 1—2. В концовке сезона 1950/1951 годов временным играющим тренером «Олимпианс» стал Уоллес Джонс, сменив на этом посту своего многолетнего партнёра ещё по студенческой команде. По итогам выступлений под его руководством клуб имел положительный баланс побед и поражений (7—5), а в общей сложности «Олимпийцы» по итогам сезона имели отрицательный баланс побед и поражений (31—37), что не помешало им выйти в плей-офф турнира НБА с четвёртого места в Западном дивизионе, где в первом же раунде они проиграли в серии команде «Миннеаполис Лейкерс» со счётом 1—2. А со следующего сезона у руля команды встал Херм Шефер, которой руководил вплоть до её ликвидации в 1953 году после банкротства.

## Семья и смерть
Его жену звали Мередит Морроу, которая родила ему дочь Элизабет. Клифф Баркер скончался во вторник, 17 марта 1998 года, во сне на 78-м году жизни на невключённой территории Сатсама (штат Флорида).

## Статистика

### Статистика в НБА
| Сезон                                                                                    | Команда                | Регулярный сезон | Регулярный сезон | Регулярный сезон | Регулярный сезон | Регулярный сезон | Регулярный сезон | Регулярный сезон | Регулярный сезон | Регулярный сезон | Регулярный сезон | Регулярный сезон | Серия плей-офф | Серия плей-офф | Серия плей-офф | Серия плей-офф | Серия плей-офф | Серия плей-офф | Серия плей-офф | Серия плей-офф | Серия плей-офф | Серия плей-офф | Серия плей-офф |
| Сезон                                                                                    | Команда                | GP               | GS               | MPG              | FG%              | 3P%              | FT%              | RPG              | APG              | SPG              | BPG              | PPG              | GP             | GS             | MPG            | FG%            | 3P%            | FT%            | RPG            | APG            | SPG            | BPG            | PPG            |
| ---------------------------------------------------------------------------------------- | ---------------------- | ---------------- | ---------------- | ---------------- | ---------------- | ---------------- | ---------------- | ---------------- | ---------------- | ---------------- | ---------------- | ---------------- | -------------- | -------------- | -------------- | -------------- | -------------- | -------------- | -------------- | -------------- | -------------- | -------------- | -------------- |
| 1949/50                                                                                  | Индианаполис Олимпианс | 49               |                  |                  | 37,2             |                  | 70,8             | 0,0              | 2,2              |                  |                  | 5,7              | 6              |                |                | 38,7           |                | 66,7           | 0,0            | 2,2            |                |                | 5,7            |
| 1950/51                                                                                  | Индианаполис Олимпианс | 56               |                  |                  | 25,2             |                  | 64,9             | 1,8              | 2,1              |                  |                  | 2,7              | 3              |                |                | 21,1           |                | 0,0            | 5,0            | 3,3            |                |                | 2,7            |
| 1951/52                                                                                  | Индианаполис Олимпианс | 44               |                  | 11,2             | 29,8             |                  | 58,8             | 1,8              | 1,6              |                  |                  | 2,9              | Не участвовал  | Не участвовал  | Не участвовал  | Не участвовал  | Не участвовал  | Не участвовал  | Не участвовал  | Не участвовал  | Не участвовал  | Не участвовал  | Не участвовал  |
|                                                                                          | Всего                  | 149              |                  | 11,2             | 31,6             |                  | 66,2             | 1,2              | 2,0              |                  |                  | 3,7              | 9              |                |                | 32,0           |                | 55,6           | 1,7            | 2,6            |                |                | 4,7            |
| Наведите курсор мыши на аббревиатуры в заголовке таблицы, чтобы прочесть их расшифровку. |                        |                  |                  |                  |                  |                  |                  |                  |                  |                  |                  |                  |                |                |                |                |                |                |                |                |                |                |                |